# ハイシェラ (企業)

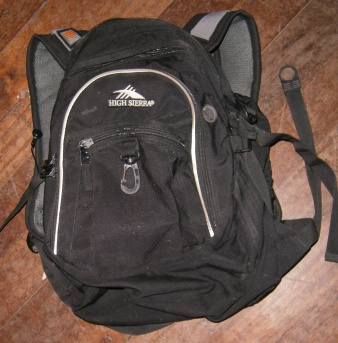
ハイシェラのバックパック

ハイシェラ (High Sierra) は、アメリカ合衆国イリノイ州ヴァーノンヒルズに本社を置くアウトドア用バッグのブランドである。
1978年に貿易商であったハーブ・バーンバウム (Herb Bernbaum) とその息子のハンク・バーンバウム (Hank Bernbaum) によって、シカゴで創業された。
2001年からはアメリカ・スキー・スノーボード協会 (USSA) のチームパートナーとなっており、全米スキーチーム、全米スノーボードチームなどにバッグやバックパックなどを供給している。
2012年にサムソナイト (Samsonite International S.A.) によって買収され、その傘下に入っている。
2016年秋から日本での販売を開始している。